# Bon Cop, Bad Cop
Pour la bande originale, voir Bon Cop, Bad Cop (bande originale).
Série
Bon Cop, Bad Cop 2
(2017)
Pour plus de détails, voir Fiche technique et Distribution.
Bon Cop, Bad Cop est un film d'action québécois, réalisé par Érik Canuel, sorti en 2006. Le film raconte l'histoire d'un policier québécois, David Bouchard (Patrick Huard) et d'un policier ontarien, Martin Ward (Colm Feore) qui doivent unir leurs forces, malgré leurs différences culturelles et linguistiques. Le film se déroule en particulier au Québec et en Ontario, des provinces canadiennes.
Une suite, Bon Cop, Bad Cop 2, est sortie en 2017.

## Synopsis
Un cadavre est découvert entre la frontière du Québec et de l'Ontario. Pour découvrir le tueur, deux policiers, l'un Québécois et l'autre Ontarien, doivent travailler ensemble malgré tous les traits de caractère et valeurs qui les opposent, le premier étant de nature intuitive pour ne pas dire impulsive, tandis que l'autre policier travaille de façon logique et structurée.

## Fiche technique
- Titre original : Bon Cop, Bad Cop
- Réalisation : Érik Canuel
- Scénario : Patrick Huard, Leila Basen, Kevin Tierney (en) et Alex Epstein (en), d'après une idée originale de Patrick Huard
- Musique : Michel Corriveau
- Direction artistique : Jean Bécotte
- Costumes : Francesca Chamberland
- Maquillage : Claudette B. Casavant
- Coiffure : Johanne Paiement
- Photographie : Bruce Chun (en)
- Son : Dominique Chartrand, Christian Rivest, Gavin Fernandes (en)
- Montage : Jean-François Bergeron (en)
- Production : Kevin Tierney (en)
- Sociétés de production : Park Ex Pictures, Sortie 22
- Société de distribution : Alliance Atlantis Vivafilm
- Budget : 8,2 millions $ CA[2]
- Pays de production :  Canada
- Langue originale : français et anglais
- Format : couleur — 35 mm — format d'image : 2,35:1
- Genre : comédie policière
- Durée : 116 minutes
- Dates de sortie :
  - Canada : 31 juillet 2006 (première à la Place des Arts de Montréal)[3]
  - Canada : 4 août 2006 (sortie en salle au Québec)
  - Canada : 26 décembre 2006 (DVD)
  - États-Unis : 4 avril 2008 (Festival du film du Wisconsin (en))[4]
  - Canada : 9 mars 2010 (Blu-ray)
- Classification :
  - Québec : 13 ans et plus (Langage vulgaire, violence)[5]

## Distribution
- Patrick Huard : le détective David Bouchard
- Colm Feore : le détective Martin Ward
- Lucie Laurier (VF : elle-même) : Suzie, ex-épouse de David
- Sylvain Marcel : Luc Therrien
- Pierre Lebeau : le capitaine Roger Leboeuf
- Ron Lea : le capitaine Brian MacDuff
- Sarain Boylan : Iris Ward, sœur de Martin
- Sarah-Jeanne Labrosse (VF : elle-même) : Gabrielle, fille de David
- Louis-José Houde : Jeff, le coroner
- Patrice Bélanger : Tattoo Killer
- Rick Mercer : Tom Berry, l'animateur de télévision ontarien
- Erik Knudsen : Jonathan, le fils de Martin
- Rick Howland (en) : Harry Buttman
- André Robitaille : Benoit Brisset, première victime
- Hugolin Chevrette : Stef
- Gilles Renaud : Michel Grossbut
- Nanette Workman : professeur de ballet
- Nicolas Canuel : animateur de radio Montréal
- Michel Beaudry : journaliste
- Ron Fournier : lui-mème
- Pierre Houde : commentateur de hockey
- Fayolle Jean : chauffeur de taxi

## Recettes
Les producteurs ont pour objectif de battre le record de Porky's, film canadien sorti en 1982 et ainsi de relancer le cinéma au Canada. En 2006, Bon Cop, Bad Cop est un succès au Québec, où il récolte quatre millions de dollars canadiens en 10 jours et plus d'un million en une fin de semaine, fait jusqu'alors inégalé.
Lancé deux semaines plus tard devant le public anglophone, le 18 août, il reçoit une bonne critique à Toronto et y récolte plus d'un million de dollars.
Le 26 septembre, il devient le plus grand succès commercial de l'histoire du cinéma québécois, dépassant le record de Séraphin : Un homme et son péché avec 9,4 millions de recettes.
Le 11 octobre, il franchit le cap de Porky's (11,2 M$) en rapportant 11 355 487 $, devenant le film le plus lucratif de l'histoire cinématographique du Canada.
Même si le film était conçu pour les deux plus grands marchés nationaux du Canada, il fut beaucoup plus populaire chez les Québécois, ce qui a fait dire à certains observateurs que les deux solitudes sont plus éloignées qu'on ne le croit. D'autres y ont vu la confirmation d'une tendance de marché qui indique que les Québécois sont plus intéressés par leur propre cinéma que le reste du Canada.
Le titre de film le plus lucratif est rapidement contesté par plusieurs commentateurs canadiens, qui insistent sur l'effet de « l'inflation et le succès international de Porky's, qui aurait gagné 100 millions de dollars dans le box-office américain ». Des chroniqueurs de l'Ontario faisaient valoir que le film Trailer Park Boys (en) détrônerait Bon Cop, Bad Cop, puisque l'industrie du cinéma canadien se réveille progressivement.
Par ailleurs, un nombre impressionnant[Combien ?] de DVD a été vendu et pré-commandé après la fin des projections dans les salles de cinéma.

## Prix
- Bobine d'or (8 février 2007)
- Prix Génie du meilleur film de l'année 2006 (14 février 2007)
- Nomination en Jutra du film s'étant le plus illustré à l'extérieur du Québec
- Jutra du meilleur montage, 2007
- Prix dans les festivals de Boulder, Hong Kong, Seattle et Stockholm

## Easter Egg
Lors de la scène chez le médecin légiste, Martin Ward (Colm Feore) donne les informations concernant la victime : « Benoit Brisset, 46. Recently made partner at Grossbut, Canuelsberg, Tiernyskovitch & Brisset. », que l'on peut traduire par « Benoit Brisset, 46 ans. Récemment devenu associé au cabinet Grossbut, Canuelsberg, Tiernyskovitch & Brisset. » Érik Canuel et Kevin Tierney sont respectivement réalisateur et producteur du film.